# جوردي بولانكو
جوردي بولانكو (بالإنجليزية: Jordy Polanco)‏ هو لاعب كرة قدم بليزي في مركز الوسط، ولد في 8 يونيو 1996 في بليز. لعب مع Belmopan Bandits FSC ‏.

## وصلات خارجية
- جوردي بولانكو على موقع قاعدة بيانات كرة القدم.إي يو (الإنجليزية)
- جوردي بولانكو على موقع ناشيونال فوتبول تيمز (الإنجليزية)
- جوردي بولانكو على موقع Soccerway.com (الإنجليزية)